# Niviventer huang
Niviventer huang és una espècie de mamífer rosegador de la família dels múrids. Viu a Cambodja, Laos, Tailàndia, el Vietnam i el sud-est de la Xina, cosa que en fa l'espècie de Niviventer més estesa d'Indoxina. Anteriorment era considerada una subespècie de N. fulvescens, de la qual fou separada basant-se en anàlisis morfològiques i genètiques.